# Aquarium Finisterrae
O Aquarium Finisterrae, conhecido pelos corunheses como a Casa dos Peixes, situado na cidade da Corunha, é um centro interactivo de divulgação científica sobre aspectos relacionados a biologia marinha, a oceanografia e o mar em geral.Pretende promover o conhecimento do oceano e educar atitudes positivas para o meio marinho, bem como contribuir ao conhecimento científico da vida marinha.
Criado pela Prefeitura da Corunha sendo prefeito Francisco Vázquez, foi inaugurado em 5 de junho de 1999 a partir de um projecto museológico original de Ramón Núñez Centella, que foi seu primeiro diretor até 2008. Seu objetivo é a educação sobre o mar, prestando especial atenção aos ecossistemas do litoral galego. Seu diretor técnico é Francisco Franco del Amo.
Está localizado na costa corunhesa, no Passeio Marítimo, entre a Domus e a Torre de Hércules, que pode se ver desde o aquário. Suas piscinas exteriores estão ligadas com o Oceano Atlântico e estão desenhadas com um sistema que as faz sensíveis às marés.

## Distribuição

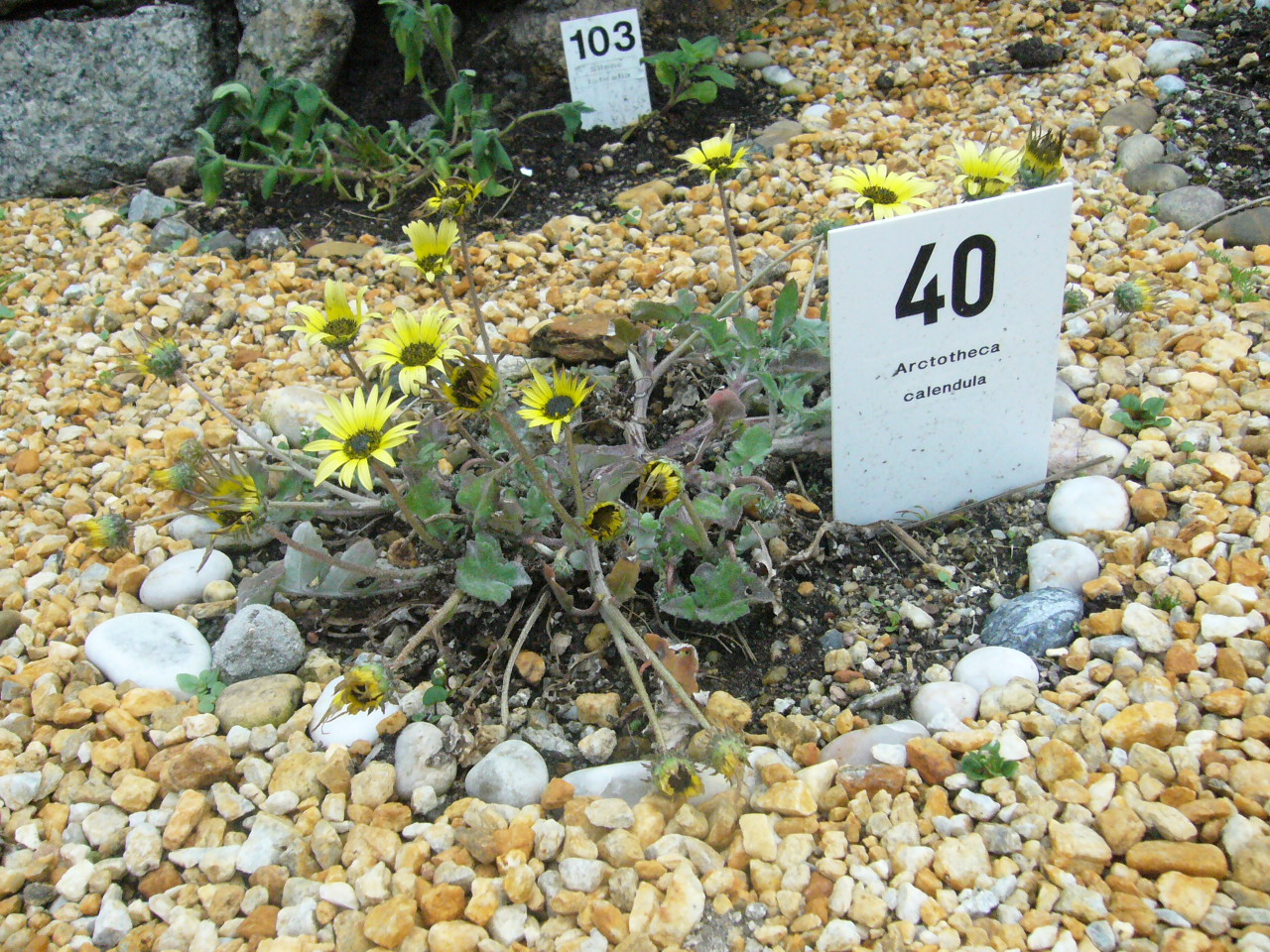
Arctotheca calendula no jardim botánico.

- Sala maremagnum: É uma sala de exposições interactivas para sabê-lo tudo sobre o Oceano Atlântico. Alberga a mais de 600 espécies atlânticas e é um espaço excepcional onde se celebram jantares de gala com uma capacidade para 350 pessoas.
- Sala Humboldt: Contém exposições sobre outros mares
- Sala Nautilus: Decorada ao estilo do Gabinete do Capitão Nemo no Submarino Nautilus, é uma sala de observação inmersa numa grande piscina de 4,4 milhões de litros, a maior de Europa, em onde nadam os maiores peixes do Atlântico.
- Octopu's Garden: Dedicado aos polvos.
- Jardim botánico: Contém as espécies mais representativas do litoral galego
- Piscinarium: Um lar abrigado para duas famílias de focas atlânticas
- Sala Isabel Castelo: Dedicada à exposição permanente de fotografias de natureza.

## Sala Maremagnum
A sala maior do aquário, que alberga mais de 600 espécies, é uma sala de exposições interactivas a respeito do Oceano Atlântico. A cada um dos módulos leva por título uma pergunta escolhida pelos leitores do jornal La Voz de Galicia dantes de se inaugurar o aquário.
Entre os módulos interactivos, destaca a Charca das caricias, onde os visitantes podem tocar alguns animais marinhos como as estrelas de mar ou os ouriços de mar. Também há módulos dedicados aos nodos marinheiros, os cheiros de algumas espécies marinhas, o canto de alguns pássaros ou conhecer a quantidade de água que pode chegar a albergar uma esponja.
Os 5 acuarios de grande volume encontram-se separados por arquibancadas do resto da sala, e a cada um deles representa um ecossistema diferente da costa galega, desde o Alcantilado à plataforma continental. Neles se encontram, entre outros: morenas, congrios, listras, lubinas, cabrachos e peixes de San Pedro.
Em julho de 2002 inaugurou-se outra exposição de hipocampos, que em 2004 deu passo a outra de cefalópodes. De 2006 a 2008, a sala esteve dedicada aos Fabricantes de Pérolas. Desde julho de 2008, está dedicada "Farmacuáticos".

### Fabricantes de Pérolas (2006-2008)
Em nove aquários observam-se alguns dos principais produtores de pérolas, desde ostras a Tridacnas ou Nautilus, rodeados da fauna mais comum em seu ambiente natural, como peixes palhaço, anémonas, pepinos- do-mar ou espirógrafos.
Nesta selecção de provedores de produtos farmacêuticos destacam as anémonas e medusas, esponjas, corais, ascidias, moluscos com potentes neurotoxinas, peixes ou anfibios.
Através de painéis interactivos mostra-se como do mar e dos seres mais insospechados se podem extrair substâncias de elevado interesse terapêutico, que vão desde antitumorales até remédios tradicionais contra a tosse.
Aparecem ilustradas também as técnicas de obtenção de compostos químicos relevantes de espécies marinhas e o trabalho dos pesquisadores neste campo.
Esta exposição consegue fazer ver ao visitante a importância do mar -por si mesmo e para o ser humano- bem como de sua conservação.

## Sala Nautilus

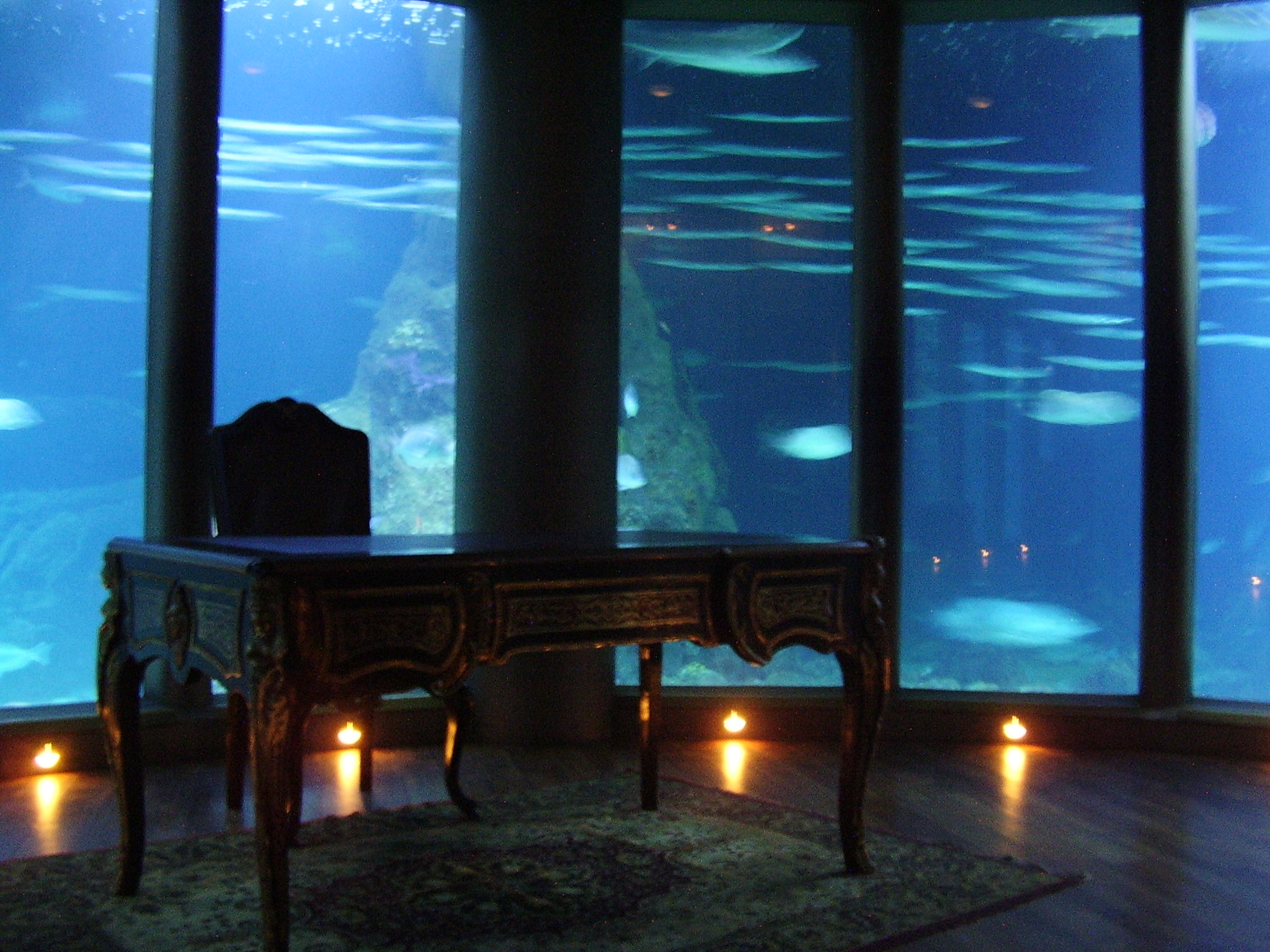
Gabinete do Capitão Nemo na sala Nautilus do Aquarium Finisterrae.

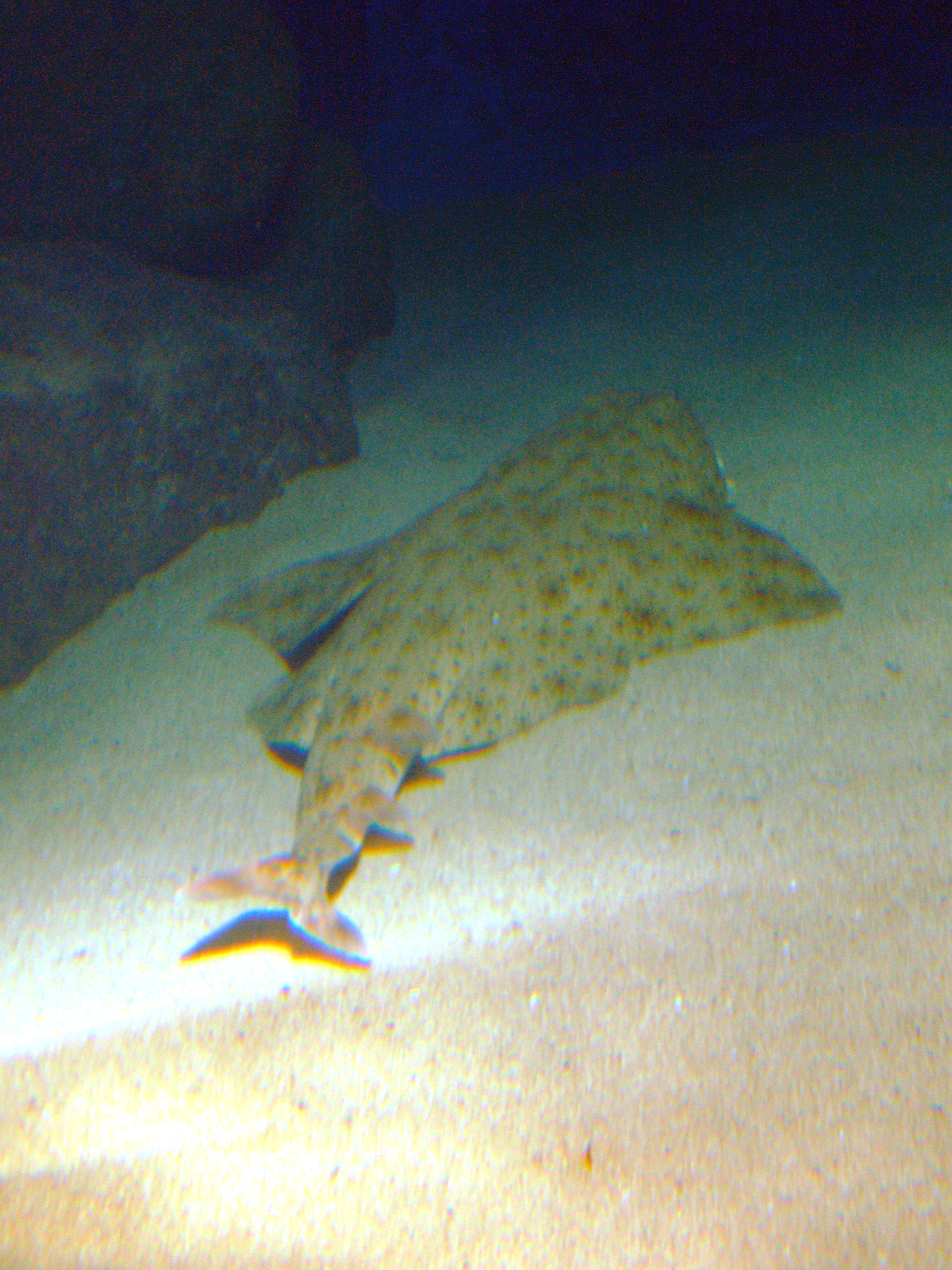
Angelote na Sala Nautilus.

Decorada ao estilo do Gabinete do Capitão Nemo no Submarino Nautilus, é uma sala de observação inmersa numa grande piscina de 4,4 milhões de litros, em onde nadam os maiores peixes do Atlántico. Dentre eles destaca Gastón, um tubarão touro macho de 2,5 m de longo e 120 kg de importância, que chegou procedente do Acuario Oceanópolis de Brest (França), onde viveu em águas cálidas que lhe permitiram atingir uma maior longitude que Formosa, a fêmea da mesma espécie que já habitava nesta salga tempo atrás.
Quiçá o animal mais difícil de ver do acuario seja uma instância de angelote de metro e meio de longo que costuma descansar depois das rochas e só ocasionalmente se deixa ver, mimetizándose com o fundo.
Também há várias instâncias de musolas (outros tubarões), além de bancos de cavalas ou douradas, numerosos rodovalhos e besugos e alguma instância de palometa vermelha, por pôr só alguns exemplos.

## Exteriores
No Terraço exterior expõem-se diversas artes de pesca, a cabine do barco pesqueiro María do Carmen, e o âncora do petroleiro Mar Egeo, que o 3 de dezembro de 1992 encalló em frente à Torre de Hércules provocando uma maré negra.
Desde ali pode-se aceder ao Paraíso Marinho, que recebe água directamente do mar, onde se encontram os 5 machos de Phoca vitulina: Altair, Gregor, Hansi, Fermín e Carmelo. Olhando desde o edifício do acuario, à esquerda encontra-se um Jardim Botánico que recolhe a maioria das espécies presentes na costa galega.
No Piscinarium encontram-se nove fêmeas da mesma espécie de foca: Bine, Deneb, Lara, Paula, Petra, Vega, Antía, Sabela e Luzia.